# 台灣親子共學教育促進會
台灣親子共學教育促進會，全名為社團法人台灣親子共學教育促進會，於2012年底成立。该团体旨在推行亲子共同探讨社會議題的教育方式，也曾參與过多次社會運動:13。

## 歷史沿革與大事紀要
- 2011年底，創辦人郭駿武、張淑惠夫妻，帶著兒子大腳小腳走讀台灣後，決心推動建立孩子自由發展的成長環境[3]。
- 2012年底，台灣親子共學教育促進會正式成立[4]。
- 2015年底，與新北市政府簽約租用已廢校的雙溪國小的泰平分校，建立泰平共學村[5][6]。
- 截至2016年，已成立的「大腳小腳親子共學團」、「暖暖蛇小學共學團」、「屁孩國中共學團」等共學團體，合計超過40個[7]:113[2]:63。
- 2017年12月28日，台灣親子共學教育促進會理事長張淑惠成立「歐巴桑聯盟」，並於2018全國直轄市議員及縣市議員選舉中合計全台推出21位議員參選人[8][9][10]。
- 2019年3月18日，台灣親子共學教育促進會與其他學者、公民運動者共同組成「台灣公民陣線」[11]。

## 參與社會運動

### 參與太陽花學運
2014年3月18日台灣發生「318青年佔領立法院行動」，為太陽花學運的開端，隔日親子共學團的家長即帶著孩子在立法院外搭帳篷進住，以支持反服貿行動，並以實際參與讓家長與孩童了解抗爭內容，一同討論與學習相關議題。於4月4日兒童節當天，有家長帶孩子進入被學運學生佔領的立法院內與學生對話。

### 支持性別平等
積極倡議性別平等議題:64-66，加入「婚姻平權革命陣線」與其他公民團體一同支持同性婚姻法制化，親子共學團的家長也實際帶著孩子參與性平相關活動。

## 組織結構
全台各地皆有成立親子共學分團，以及政黨小民參政歐巴桑聯盟
| 分組   | 分組 | 組織                                          |
| ------ | ---- | --------------------------------------------- |
| 政黨   | 政黨 | 小民參政歐巴桑聯盟                            |
| 共學團 | 總部 | 大腳小腳親子共學團                            |
| 共學團 | 分團 | 暖暖蛇青少年共學團                            |
| 共學團 | 分團 | 北區暖暖蛇共學團                              |
| 共學團 | 分團 | 暖二．暖暖蛇小學共學二團                      |
| 共學團 | 分團 | 親子桃桃共                                    |
| 共學團 | 分團 | 大腳小腳親子共學-雲林嘉義暖暖蛇共學（自學）團 |
| 共學團 | 分團 | 大腳小腳親子共學團中區                        |
| 共學團 | 分團 | 大腳小腳親子共學團台南區                      |
| 共學團 | 分團 | 台東大腳小腳親子共學團                        |
| 共學團 | 分團 | 大腳小腳新竹親子共學                          |
| 共學團 | 分團 | 大腳小腳親子共學團宜蘭                        |

## 外部連結
- 官方网站
- 台灣親子共學教育促進會的Facebook專頁